# Richterwahl 2020 zum Internationalen Strafgerichtshof
Die Richterwahl 2020 zum Internationalen Strafgerichtshof fand auf der 19. Tagung der Versammlung der Vertragsstaaten des Rom-Statuts statt. 6 neue Richterinnen und Richter des Internationalen Strafgerichtshofs werden für die Amtszeit März 2021 bis März 2030 gewählt. Über die im Amt verbleibenden Richterinnen und Richter der Amtszeiten 2015 bis 2024 und 2018 bis 2027 gibt der Artikel Liste der Richter Auskunft. Die Wahl, deren Beginn ursprünglich für den 7. Dezember 2020 in Den Haag angekündigt war, fand vom 18. bis 23. Dezember 2020 in New York statt. Gewählt wurden Joanna Korner, Gotscha Lortkipanidse, Miatta Maria Samba, Maria del Socorro Flores Liera, Sergio Gerardo Ugalde Godínez und Althea Violet Alexis-Windsor, die sechs neu gewählten Richterinnen und Richter wurden am 10. März 2021 vereidigt. Am 12. Februar 2021 wurde zudem der Brite Karim Ahmad Khan von den Vertragsstaaten zum Chefankläger gewählt.

## Kandidatenauswahl
Die Vertragsstaaten (state parties) waren berechtigt, Personen für dieses Amt vorzuschlagen, die gemäß Art. 36 des Rom-Statuts die Voraussetzungen für eine Kandidatur erfüllen. Die ursprüngliche Vorschlagsfrist (bis 30. März 2020) wurde auf den 14. Mai 2020 verlängert.
Die Kandidatinnen und Kandidaten müssen Staatsbürger eines Vertragsstaates und für höchste nationale Richterämter qualifiziert sein und einen einwandfreien Ruf haben (Art. 36(3)(a)). Sie müssen mindestens eine der beiden Arbeitssprachen, Englisch oder Französisch, fließend beherrschen (Art. 36(3)(c)). Nach Art. 36(7) dürfen keine zwei Richter aus demselben Mitgliedsland stammen. Sie müssen nachweisliche Expertise im Strafrecht und Strafverfahrensrecht (Liste-A-Kandidaten) oder im humanitären Völkerrecht und den Menschenrechten (Liste-B-Kandidaten) haben (Art. 36 (3)(b) und (5)).
Einige große Staaten, unter anderem die VR China, Indien, die USA, Indonesien und Russland, sind keine Vertragsstaaten, und Bürger aus 12 Vertragsstaaten, u. a. Japan, Deutschland, Frankreich, Italien und Kanada sind bei dieser Wahl von der Kandidatur ausgeschlossen, weil jeweils ein im Amt verbleibender Richter (Amtszeit bis 2024 oder 2027) aus diesen Ländern stammt (Art. 36(7)).

## Beraterkomitee
Die nationalen Benennungsverfahren und die Kandidatinnen und Kandidaten wurden von einem neunköpfigen Beraterkomitee aus erfahrenen hochrangigen Juristen geprüft.
Die Mitglieder dieses Komitees sind
(1) Generalstaatsanwalt Ahmad Mohammad Binhamad Barrak von der palästinensischen Autonomiebehörde (nach IStGH-Recht als state party genau wie die anderen state parties anerkannt), PhD in Strafrecht (bewertet very good) von der Universität Kairo
(2) Corneliu Bîrsan (Rumänien, 1998–2013 Richter am Europäischen Gerichtshof für Menschenrechte))
(3) der ehemalige IStGH-Richter Bruno Cotte (Frankreich)
(4) der Richter am High Court von England und Wales und ehemalige IStGH-Richter Adrian Fulford (Vereinigtes Königreich)
(5) Lucy Muthoni Kambuni (Kenia), Juristin mit Erfahrung im Strafrecht und Verfassungsrecht
(6) die ehemalige IStGH-Richterin Sanji Mmasenono Monageng (Botswana)
(7) der ehemalige Präsident des obersten Gerichtshofes und ehemalige Interims-Staatspräsident Enrique Eduardo Rodriguez Veltzé (Bolivien), er ist gegenwärtig Boliviens Botschafter in den Niederlanden
(8) der ehemalige IStGH-Richter und ehemalige IStGH-Präsident Sang-Hyun Song (Republik Korea)
(9) die ehemalige IStGH-Richterin Sylvia Helena De Figueiredo Steiner (Brasilien)
Bei den infolge der COVID-19-Pandemie nur online geführten Interviews legte das Beraterkomitee großen Wert auf detaillierte Kenntnisse der Entwicklung und Rechtsprechung des IStGH und des Rom-Statuts, die in Artikel 36 des Vertragswerks aber gar nicht gefordert werden.

## Kandidaten
Vorgeschlagen zur Wahl für das Amt der Richterin oder des Richters am IStGH wurden
(1) Althea Violet Alexis-Windsor (Liste A, Trinidad und Tobago, Strafrichterin am Supreme Court von Trinidad und Tobago, ehemals Anwältin am Internationalen Strafgerichtshof für Ruanda) ist nach Einschätzung des Komitees hoch qualifiziert. Sie wurde im achten Wahlgang gewählt.
(2) Andrés Bernardo Barreto González (Liste B, Kolumbien, Superintendent für Wirtschaftsstrafrecht) ist nach Einschätzung des Komitees nur formal qualifiziert.
(3) Ishaq Usman Bello (Liste A, Nigeria, chief judge of the Federal Capital Territory) ist nach Einschätzung des Komitees nur formal qualifiziert.
(4) Haykel Ben Mahfoudh (Liste B, Tunesien, Professor für Internationales und Europäisches Recht und für Maghreb-Europa-Beziehungen) ist nach Einschätzung des Komitees hoch qualifiziert. Die Zeitung Jeune Afrique brachte eine ausführliche Reportage über ihn und seine Familiengeschichte: Haykel Ben Mahfoudh arbeitet seit seiner Promotion wissenschaftlich am Thema des Umweltschutzes unter Kriegsbedingungen. Er ist Professor für Rechtswissenschaften an der Universität Karthago, die ihren Sitz in Tunis hat. Er ist, genau wie sein in der politischen Linken aktiver Vater Mohamed Ben Mahfoudh, als Streiter für die Menschenrechte und gegen Machtmissbrauch bekannt, anders als sein Vater hat er sich jedoch von der Linken getrennt und lässt sich keiner politischen Linie zuordnen. Jeune Afrique kritisiert, dass der tunesische Staat die Kandidatur nach dem Akt des offiziellen Vorschlags kaum unterstützt.
(5) Khosbayar Chagdaa (Liste A, Mongolische Republik, Strafrichter am Supreme Court of Mongolia, beigeordneter (adjunct) Professor für Strafrecht, kandidierte auch schon 2017.) Er ist nach Einschätzung des Komitees nur formal qualifiziert.
(6) Jasmina Ćosić Dedović (Liste A, Bosnien und Herzegowina, Strafkammer-Vorsitzende am Bosnischen Staatsgericht, zuständig u. a. für Kriegsverbrechen-Prozesse.) Sie ist nach Einschätzung des Komitees hoch qualifiziert.
(7) María del Socorro Flores Liera (Liste B, Mexiko, seit 2017 die mexikanische Botschafterin bei den Internationalen Organisationen in Genf) Sie ist nach Einschätzung des Komitees hoch qualifiziert. Sie wurde im vierten Wahlgang gewählt.
(8) Gberdao Gustave Kam (Liste B, Burkina Faso, Richter am Internationalen Residualmechanismus für die Ad-hoc-Strafgerichtshöfe und zuvor am ICTR, kandidierte auch schon 2008 auf Liste A) ist nach Einschätzung des Komitees qualifiziert.
(9) Joanna Korner (Liste A, Vereinigtes Königreich, Sitting Judge am Crown Court of England and Wales, ehemals leitende Anklägerin beim internationalen Strafgerichtshof für das ehemalige Jugoslawien) ist nach Einschätzung des Komitees hoch qualifiziert. Sie wurde im ersten Wahlgang gewählt.
(10) Gotscha Lortkipanidse (Liste B, Georgien, seit 2012 stellvertretender Justizminister) ist nach Einschätzung des Komitees qualifiziert. Er wurde im zweiten Wahlgang gewählt.
(11) Laurence Massart (Liste A, Belgien, Präsidentin des Appellations-Gerichtshofs in Brüssel) ist nach Einschätzung des Komitees hoch qualifiziert.
(12) Prosper Milandou (Liste A, Republik Kongo, Untersuchungsrichter am Tribunal de Grande Instance in Brazzaville) ist nach Einschätzung des Komitees nur formal qualifiziert.
(13) Ariela Peralta Distéfano (Liste B, Uruguay, Leitung des Instituts für Rechtsstaatlichkeit und Menschenrechte IPPDH beim südamerikanischen Bündnis Mercosur kandidierte auch schon 2017,). Sie ist nach Einschätzung des Komitees hoch qualifiziert.
(14) Íñigo Francisco Alberto Salvador Crespo (Liste B, Ecuador, Generalstaatsanwalt) ist nach Einschätzung des Komitees nur formal qualifiziert.
(15) Miatta Maria Samba (Sierra Leone, Richterin in der Anti-Korruptions-Abteilung am High Court) ist nach Einschätzung des Komitees hoch qualifiziert. Sie wurde im dritten Wahlgang gewählt.
(16) Mônica Jacqueline Sifuentes (Brasilien) (Ihre Kandidatur wird scharf kritisiert vom prominenten Journalisten Jamil Chade: Sie war nicht unter den Vorschlägen brasilianischer Juristen und wurde im brasilianischen Senat als zu schwache Kandidatur beurteilt.) Sie ist nach Einschätzung des Komitees qualifiziert.
(17) Raymond Claudius Sock (Gambia, geb. 1946, studierte zunächst Literaturwissenschaft (M.A.), danach Jura. Karriere im Justizministerium, 1985–1989 und 200–2005 Spitzenposition als Solicitor General and Legal Secretary, März–September 2005 Justizminister und Generalstaatsanwalt. Seit 2012 Richter am Supreme Court, 2012–2015 Mitglied des Beraterkomitees am IStGH). Er ist nach Einschätzung des Komitees nur formal qualifiziert.
(18) Viktor Panagiotis Tsilonis (Griechenland, 2004 Praktikum beim ICTY, seitdem Anwalt für Strafrecht an griechischen Appellationsgerichten, 2016 PhD mit Auszeichnung über die Rechtsprechung des IStGH) ist nach Einschätzung des Komitees hoch qualifiziert.
(19) Sergio Gerardo Ugalde Godínez, (Costa Rica, 2005–2018 Anwalt für Costa Rica beim Internationalen Gerichtshof, seit 2014–2018 zusätzlich Botschafter in den Niederlanden, seit 2019 associate Professor für internationales Recht) ist nach Einschätzung des Komitees hoch qualifiziert. Er wurde im vierten Wahlgang gewählt.
Aïssé Gassama Tall (Secrétaire général du ministère de la Justice, Generalsekretärin des senegalesischen Justizministeriums) war ursprünglich für Liste A vorgeschlagen und zum vierten Roundtable eingeladen, ist aber auf der Kandidatenliste von Mitte Dezember 2020 nicht mehr genannt. Sie war nach Einschätzung des Komitees nur formal qualifiziert.

## Wahlverfahren
In geheimer Abstimmung ist die Zweidrittelmehrheit der abgegebenen gültigen Stimmen erforderlich (Art. 36(7)).
Um die verpflichtenden Anforderungen bezüglich der Anzahl der Liste-A- und Liste-B-Richter (Art. 36 (5)) sowie die angestrebten Ziele der angemessenen Repräsentation der Geschlechter und der Herkunftsregionen (Art. 36 (8) (a) (ii und iii)) zu erfüllen, gelten bestimmte Einschränkungen für gültige Stimmen, sogenannte minimum voting requirements (MVRs). Ein Vertragsstaat darf nur so viele Kandidaten wählen, wie Richterämter zu besetzen sind, muss aber gemäß diesen MVR mit der Stimmabgabe bestimmte Mindestzahlen erfüllen.
Die Richter, deren turnusmäßige Amtszeit über den März 2021 hinausreicht, verteilen sich wie folgt auf die Gruppen: 8 gehören zur Liste A (Strafjuristen) und 4 zur Liste B (Menschen- und Völkerrechtler); 5 sind weiblich und 7 männlich; 3 stammen aus Afrika, 2 aus dem Asien-Pazifik-Raum, 2 aus Osteuropa, 1 aus Lateinamerika oder der Karibik, 4 aus Westeuropa und anderen Staaten. Nach den MVR-Regeln müssen gültige Stimmzettel im ersten Wahlgang daher mindestens 1 Stimme für Liste A, mindestens 1 Stimme für Liste B, mindestens 1 Stimme für eine Frau und keine Mindeststimmen für Männer, sowie mindestens 1 Stimme für Asien-Pazifik, 1 Stimme für Osteuropa, 2 Stimmen für Lateinamerika/Karibik und keine Mindeststimmen für die anderen Regionen aufweisen. Da jedoch nur ein einziger Kandidat (Khosbayar Chagdaa) aus dem Asien-Pazifik-Raum antritt, entfällt die Mindestbedingung für diese Region.

## Ergebnisse
Die Wahlen begannen am Nachmittag des 18. Dezember 2020. Die Kandidatur von Raymond Sock wurde wenige Tage vor der Wahl zurückgenommen. In der ersten Wahlrunde wurden 122 Stimmzettel abgegeben, 117 waren gültig, so dass die 2/3-Schwelle von 78 gültigen Stimmen erreicht war. Für Joanna Korner (Liste A) aus dem Vereinigten Königreich wurden 85 Stimmen abgegeben, sie ist damit gewählt. Gotscha Lortkipanidse (72 Stimmen), Miatta Maria Samba (62 Stimmen), Sergio Gerardo Ugalde Godinez (62 Stimmen) und Maria del Socorro Flores Liera (61 Stimmen) erhielten zwar eine Stimmenmehrheit für sich, jedoch nicht die erforderliche 2/3-Mehrheit. Im zweiten Wahlgang waren 110 der 120 abgegebenen Stimmzettel gültig, 74 gültige Stimmen reichten zur Wahl. Gotscha Lortkipanidse (Liste B) aus Georgien wurde mit 76 Stimmen gewählt. Maria del Socorro Flores Liera (67 Stimmen), Sergio Gerardo Ugalde Godinez (66 Stimmen) und Miatta Maria Samba (57 Stimmen) waren die stärksten nicht gewählten Kandidaten. Der dritte Wahlgang fand am 21. Dezember 2020 statt, die Kandidaten Barreto Gonzales, Bello, Kam, Milandou, Peralta Distefano und Salvador Crespo nahmen nicht mehr teil. Von 123 abgegebenen Stimmen waren 118 gültig, Miatta Maria Samba wurde mit 83 Stimmen gewählt. Maria del Socorro Flores Liera (78 Stimmen), Sergio Gerardo Ugalde Godinez (72 Stimmen) und Althea Violet Alexis-Windsor (64 Stimmen) waren die stärksten nicht Gewählten. Der vierte Wahlgang ergab bei 122 abgegebenen Stimmen (119 gültige) für Maria del Socorro Flores Liera und Sergio Gerardo Ugalde Godinez (mit jeweils 87 Stimmen) die erforderliche 2/3-Mehrheit, Althea Violet Alexis-Windsor erhielt 62 Stimmen und war damit die stärkste nicht gewählte Kandidatin. Im fünften Wahlgang wurden 123 Stimmen abgegeben (alle gültig), Khosbayar Chagdaa trat nicht mehr an, kein Kandidat erreichte die erforderliche 2/3-Mehrheit, Althea Violet Alexis-Windsor (50 Stimmen) und Haykel Ben Mahfoudh (40 Stimmen) waren die stärksten Kandidaten. Auch im sechsten Wahlgang, zu dem die Kandidatinnen Kosic Dedovic und Massart nicht mehr antraten, konnte keine 2/3-Mehrheit für die letzte noch offene Stelle gefunden werden. Bei 118 abgegebenen und gültigen Stimmen erhielt bei einer Stimmenthaltung die stärkste Kandidatin Alexis-Windsor 62 von 78 erforderlichen Stimmen. Im siebten Wahlgang traten die Kandidatin Sifuentes und der Kandidat Tsilonis nicht mehr an, bei 120 abgegebenen und gültigen Stimmen gab es 2 Enthaltungen. Die Kandidatin Alexis-Windsor erhielt 76 Stimmen und verpasste die erforderliche Mehrheit von 79 nur knapp, der Kandidat Mahfoudh erhielt 42 Stimmen. Im achten Wahlgang wurde Althea Violet Alexis-Windsor gewählt. Ihr Gegenkandidat Haykel Ben Mahfoudh erhielt 32 Stimmen, sie erhielt 86 der 118 abgegebenen Stimmen.

## Chefankläger-Wahl
Auf derselben Versammlung findet auch die Wahl der Nachfolge der obersten Anklägerin (Prosecutor, Generalstaatsanwältin) Fatou Bensouda am IStGH statt. Allgemein gelten für die Wahl von Chefanklägern am IStGH die folgenden Regeln: Nach Artikel 42 des Rom-Statuts und ergänzenden Resolutionen der Versammlung der Vertragsstaaten soll der Chefankläger in Anlehnung an das Richterwahlverfahren, aber per Konsens gewählt werden. Ein Komitee aus fünf Personen aus allen Herkunftsregionen (nach Art. 36 (8) (a) sind das Afrika, Asien/Pazifik, Osteuropa, Lateinamerika/Karibik und Westeuropa zuzüglich sonstige), die in gesonderten Konsultationen dieser Regionalgruppen ausgewählt wurden, soll mit freiem Mandat die Wahl vorbereiten. Ein ebenfalls aus allen Regionen stammendes Panel von fünf strafjuristischen Experten unterstützt dabei das Komitee. Im ersten Schritt sollen noch keine Bewerbungen durch Staaten, sondern nur individuelle Personenbewerbungen eingeworben werden. Das Komitee soll dann mit einem Bewertungsverfahren aus der Liste der Bewerber eine Konsens-Shortlist der Bestgeeigneten auswählen und veröffentlichen. Nach Konsultationen des Gerichtspräsidenten und des Gerichtsbüros mit den Vertragsstaaten soll dann der Nachfolger oder die Nachfolgerin auf der Versammlung der Vertragsstaaten gewählt werden.
In dieser Wahlperiode führte der Versuch, unter den Vertragsstaaten einen Konsens über einen der vier Kandidaten der Shortlist, Morris A. Anyah (Nigeria), Fergal Gaynor (Irland), Susan Okalany (Uganda) und Richard Roy (Kanada), zu finden, zu keinem Ergebnis. Deshalb leitete das Komitee die Bewerbungen von 5 weiteren Kandidaten, die in die engere Wahl für die Shortlist gekommen waren und nach Rücksprache ihre Bewerbung aufrechterhielten, mit den Bewertungen an die Vertragsstaaten weiter; diese weiteren Kandidaten sind Carlos Castresana Fernández (Spanien), Karim A. A. Khan (Vereinigtes Königreich), Francesco Lo Voi (Italien), Robert Petit (Kanada) und Brigitte Raynaud (Frankreich). Der Prozess der Konsensfindung konnte bis zum 11. Dezember 2020 noch nicht abgeschlossen werden; die Leitung des Gerichts und die Leitung der Vertragsstaatenversammlung bitten die Vertragsstaaten, weiterhin von offiziellen Vorschlägen abzusehen, um die Möglichkeit einer Konsenswahl offenzuhalten (Stand Mitte Dezember 2020). Auch auf der Sitzung am 18. Dezember 2020 konnte keine einstimmige Entscheidung gefunden werden, die Versammlung beschloss, es bis zu einer Sitzung am 18. Januar 2021 weiter zu versuchen.
Am 12. Februar 2021 kam es schließlich doch zu einer Wahl mit mehreren Kandidaten. Zur Wahl standen der Spanier Carlos Castresana Fernández, Fergal Gaynor aus Irland, der Engländer Karim Khan und der Italiener Francesco Lo Voi. Nachdem im ersten Wahlgang kein Kandidat die erforderliche Mehrheit erreichte (Karim Khan war mit 59 von 123 abgegebenen Stimmen der stärkste Kandidat), wurde im zweiten Wahlgang Karim Ahmad Khan mit 72 von 122 abgegebenen Stimmen zum neuen Chefankläger gewählt. Seine Amtszeit beginnt am 16. Juni 2021.